# Navarre (Ohio)
Navarre es una villa situada en el condado de Stark, Ohio, Estados Unidos. Tiene una población estimada, a mediados de 2022, de 1816 habitantes.

## Geografía
La localidad está ubicada en las coordenadas 40°43′40″N 81°30′57″O / 40.72778, -81.51583 (40.727715, -81.515812). Según la Oficina del Censo, tiene una superficie total de 4.62 km², de los cuales 4.61 km² corresponden a tierra firme y 0.01 km² están cubiertos de agua.

## Demografía
Según el censo de 2020, en ese momento había 1846 personas residiendo en la localidad. La densidad de población era de 400.43 hab./km². El 94.5% de los habitantes eran blancos, el 0.9% eran afroamericanos, el 0.2% eran amerindios, el 0.3% eran asiáticos, el 0.7% eran de otras razas y el 3.4% eran de una mezcla de razas. Del total de la población, el 1.2% eran hispanos o latinos de cualquier raza.